# Théophile Ernest de Donder
Théophile Ernest de Donder, belgijski matematik in fizik, * 19. avgust 1872, Bruselj, Belgija, † 11. maj 1957, Bruselj. 
De Donder je doktoriral leta 1899 iz fizike in matematike na Univerzi v Bruslju. Od leta 1911 do 1942 je bil profesor matematične fizike na isti univerzi. Leta 1929 je postal član Belgijske kraljeve akademije.
Raziskoval je na področju variacijskega računa, relativnosti, elektromagnetizma, termodinamike in kemijskih afinitet. Objavil je približno 100 znanstvenih člankov. Njegovo delo je kasneje naprej razvil Prigogine. De Donder je bil Einsteinov prijatelj.
Po njem se imenuje nagrada, ki jo podeljuje Belgijska kraljeva akademija.